# IC 765
IC 765 је појединачна звијезда у сазвјежђу Береникина коса која се налази на листи објеката дубоког неба у Индекс каталогу.
Деклинација објекта је + 16° 7' 55" а ректасцензија 12h 10m 32,8s.